# 한국폴리텍II대학
한국폴리텍Ⅱ대학(韓國폴리텍二大學, Korea Polytechnic Ⅱ)은 대한민국의 인천광역시와 경기도를 관할로 한 지역거점 폴리텍대학의 하나이다.

## 구성
- 권역대학
  - 인천캠퍼스 (산업학사학위 과정, 기능장 과정): 인천광역시 부평구 무네미로448번길 56
- 지역캠퍼스
  - 남인천캠퍼스 (산업학사학위 과정, 기능사 과정): 인천광역시 미추홀구 염전로333번길 23
  - 화성캠퍼스 (기능사 과정): 경기도 화성시 팔탄면 제암고주로 108

## 사진

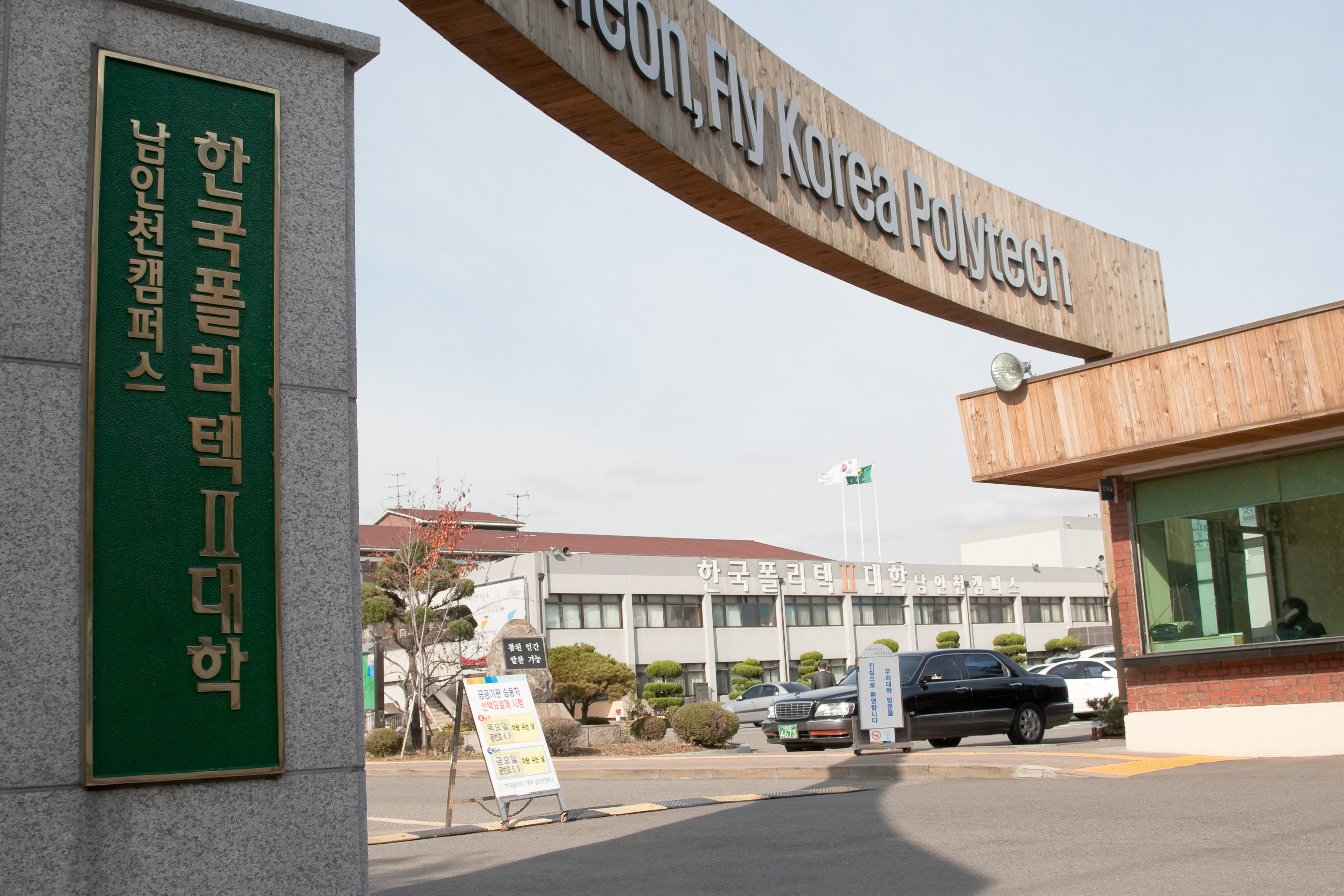
남인천캠퍼스